# Карл Графен
Карл Графен (нім. Karl Grafen; 9 травня 1915, Ессен — 6 лютого 1968) — німецький офіцер-підводник, оберлейтенант-цур-зее крігсмаріне (1 листопада 1943). Кавалер Німецького хреста в золоті.

## Біографія
5 квітня 1935 року вступив на флот. З серпня 1942 року — офіцер взводу 1-го навчального дивізіону підводних човнів. З жовтня 1942 року — 1-й вахтовий офіцер на підводному човні U-24. У вересні-жовтні 1943 року пройшов курс командира човна. З 1 листопада 1943 року — командир підводного човна U-20, на якому здійснив 5 походів (разом 147 днів у морі). 10 вересня 1944 року U-20 був затоплений своїм екіпажем біля берегів Туреччини, а сам екіпаж був інтернований турецькою владою.
Всього за час бойових дій потопив 4 кораблі загальною водотоннажністю 9648 тонн і пошкодив 1 корабель водотоннажністю 1846 тонн.
| Дата              | Назва корабля                          | Тип                   | Тоннаж | Вантаж         | Екіпаж | Загинули | Країна |
| ----------------- | -------------------------------------- | --------------------- | ------ | -------------- | ------ | -------- | ------ |
| 29 листопада 1943 | Передовик (пошкоджений)                | Паровий танкер        | 1,846  |                | ?      | 0        | СРСР   |
| 16 січня 1944     | Вайян-Кутюрье (невиправно пошкоджений) | Паровий танкер        | 7,602  | Бензин і мазут | 64     | 4        | СРСР   |
| 7 квітня 1944     | Рион (підірвався на міні)              | Баржа                 | 187    |                | ?      | ?        | СРСР   |
| 19 червня 1944    | Пестель                                | Пасажирський пароплав | 1,850  |                | 66     | 18       | СРСР   |
| 24 червня 1944    | ДБ-26                                  | Десантний корабель    | 9      |                | ?      | ?        | СРСР   |

## Нагороди
- Медаль «За вислугу років у Вермахті» 4-го класу (4 роки)
- Залізний хрест 2-го і 1-го класу
- Нагрудний знак підводника
- Німецький хрест в золоті (14 липня 1944)